# Nușeni
Nușeni (Hongaars:Apanagyfalu) is een Roemeense gemeente in het district Bistrița-Năsăud.
Nușeni telt 3111 inwoners. In de gemeente ligt het dorpje Vice waar een groep Szeklers uit Boekovina woont.
De gemeente bestaat uit de volgende dorpen:
- Beudiu (Bőd)
- Dumbrava (Nyírmezőtanya)
- Feleac (Fellak)
- Malin (Almásmálom)
- Nușeni
- Rusu de Sus (Felsőoroszfalu)
- Vița (Vice)

## Demografie
In een viertal dorpen is tijdens de volkstelling van 2011 sprake van een etnische bevolkingsgroep anders dan Roemenen (Hongaren):
- Viţa 	/Vice 	369 inwoners, waarvan	333 Hongaren (90,7%)
- Dumbrava 	/Nyírmezőtanya	48 inwoners, waarvan		32 Hongaren (71,1%)
- Malin 	/Almásmálom 	420 inwoners, waarvan		173 Hongaren (41,9%)
- Nuşeni 	/Apanagyfalu 	1 002 inwoners, waarvan		193 Hongaren (19,7%)